# متلوس سیپیو
متلوس سیپیو (انگلیسی: Quintus Caecilius Metellus Pius Scipio; تقریبی. ۹۵ پیش از میلاد – ۴۶ پیش از میلاد) اهل روم باستان بود. سناتور و فرمانده نظامی رومی بود که در طول جنگ داخلی سزار بین ژولیوس سزار و جناح سنای روم به رهبری پومپه او از طرفداران سرسخت سنای روم بود.